# Seule une mère…
Seule une mère… ou Et seule une mère… ou Le Permissionaire (titre original : That Only a Mother) est une nouvelle de science-fiction féministe de l'écrivaine américaine Judith Merril, publiée en juin 1948 dans Astounding Science Fiction. Elle est considérée comme une nouvelle classique du genre de la science-fiction et a lancé la carrière de l'autrice dans le domaine.

## Contexte
La nouvelle est écrite pendant la période de l'après guerre où sévit la guerre froide avec la menace récemment découverte pendant la Seconde Guerre mondiale des armes nucléaires. Durant cette période, les femmes américaines, qualifiées de « patriotes domestiques » étaient invitées à préparer leurs maisons contre l'imminence d'une attaque nucléaire en usant de leurs instincts maternels.
Durant les années 1950 également, l'essor du genre de la science-fiction permet à des femmes d'utiliser ce medium pour exprimer leurs vues pacifistes pour critiquer la guerre froide,
Judith Merill, résolument pacifique, féministe et antimilitariste, produit avec sa nouvelle publiée en 1948 une critique de l'état militariste qui met en place des politiques qui finissent par détruire les familles qu'elles sont pourtant censées protéger. Elle alterne les considérations maternelles d'une mère avec les descriptions des technologies utilisées.
La nouvelle attribue également un comportement hystérique, traditionnellement dévolue aux femmes, au protagoniste masculin de l'histoire, révélant son anxiété maladive et son incapacité à accepter son enfant mutant,.
La nouvelle est publiée par John Campbell dans la revue Astounding Stories en 1949,. Une première traduction en français en 1966 est réalisée avec pour titre de Le permissionnaire, puis une deuxième par Alyette Guillot-Coli en 1974 avec pour titre Seule une mère…, et une troisième par Claude Saunier en 1979 avec pour titre Et seule une mère….

## Résumé de l'intrigue
L'histoire se déroule dans le futur en 1953 (par rapport à la date de publication de la nouvelle en 1948). La troisième guerre mondiale dure depuis plusieurs années. Contrairement à de nombreuses autres représentations en science-fiction, c'est une guerre prolongée, qui ne détruit pas toute la civilisation en une fois. L''utilisation intensive de bombes nucléaires provoque toutefois un empoisonnement aux radiations et conduit à des naissances multiples de bébés mutés (il est sous-entendu que seule une petite fraction des grossesses aboutissent à la naissance d'enfants normaux).
La première partie de l'histoire est racontée avec des lettres que Margaret enceinte envoie à son mari Hank, un « lieutenant technique » impliqué dans la recherche nucléaire et qui est en mission. Dans ces lettres, on apprend les craintes de Margaret de donner naissance à un mutant, des histoires troublantes d'infanticide par les pères de bébés déformés, son accouchement réussi puis le développement rapide du bébé. La petite fille, nommée Henrietta, est extrêmement précoce, parlant en phrases complètes au moment où elle rencontre son père pour la première fois à l'âge de dix mois. Margaret raffole d'elle et pense qu'elle est merveilleuse, bien qu'il y ait des indices de quelque chose de dérangeant chez la petite fille (le titre de l'histoire faisant référence à l'expression « un visage que seule une mère pourrait aimer »): Dans ses lettres, un commentaire désinvolte dévoile que les infirmières de l'hôpital ne savait pas si l'enfant était un garçon ou une fille.
Lorsque Hank rentre chez lui, il découvre que sa fille n'a ni bras ni jambes et que sa femme est selon lui dans un tel déni qu'elle ne se rend pas compte qu'elle a donné naissance à une mutante. Il se montre beaucoup plus choqué par le déni de sa femme que par le fait que sa fille soit une mutante.

## Réception et critique
Seule une mère… appartient à une catégorie d'histoires de science-fiction du milieu du XXe siècle souvent appelées l'histoire de « l'héroïne de la femme au foyer », des œuvres qui traitent explicitement de thèmes domestiques et des expériences des femmes. Les histoires de ce type étaient souvent controversées car si certains éditeurs louaient leurs qualités littéraires, d'autres les considéraient comme des contes domestiques ennuyeux. Néanmoins, Seule une mère… est devenu l'un des récits de science-fiction les plus présents dans les anthologies du XXe siècle.
Seule une mère… figure parmi les histoires sélectionnées en 1970 par les Science Fiction Writers of America et qui sont considérées comme les meilleures nouvelles de science-fiction avant la création des prix Nebula. Robert Silveberg séléctionne la nouvelle pour figurer dans le premier volume des Science Fiction Hall of Fame sous le titre de The Science Fiction Hall of Fame Volume One, 1929-1964 (en). Pamela Sargent l'inclut dans son anthologie de science-fiction féministe Femmes et Merveilles en 1979. Robin Wayne Bailey l'inclut aussi en 2003 dans Architecture of Dreams.
Le succès rencontré par cette nouvelle a lancé la carrière de Judith Merril en science-fiction.
Robert Pohl donne une critique très positive de la nouvelle en 1973, la qualifiant de brillante, et Lisa Yaszek en 2008 place la nouvelle parmi le corpus de la littérature féministe antimilitariste d'après guerre.
Jonathan Strahan (en) a souligné à quel point il était rare à l'époque que la science-fiction offre une histoire écrite du point de vue d'une femme, mais qualifie néanmoins l'histoire d'obsolète, affirmant que le passage des décennies l'a transformée d'une pièce de science-fiction effrayante et opportune à « une note de bas de page historique importante mais pas particulièrement émouvante ».